# Kostel svatého Jakuba Většího (Mirošov)
Kostel svatého Jakuba Většího zvaný také Kostel svatého Jakuba Většího v Chylicích je římskokatolický kostel. Stojí na samotě v místě zaniklé středověké osady Chylice nedaleko Mirošova a Hrádku v okrese Rokycany a byl postaven s využitím zbytků staršího kostela v roce 1675. Od roku 1958 je chráněn jako kulturní památka. Kostel stojí v areálu hřbitova u silnice mezi Mirošovem a Hrádkem.

## Historie
Rok založení kostela není znám, ale předpokládá se, že byl současně s osadou Chylice založen ve 12. století v první etapě kolonizace Brd. První písemná zmínka o kostele je z roku 1295, kdy existuje záznam o papežské dani, kterou kostel platil ve výši osmi grošů. Osada Chylice zanikla koncem 16. století, v roce 1616 je uváděna jako pustá. Spolu s osadou zpustl zřejmě i kostel. Dochované zbytky kostela byly pak v roce 1675 využity ke stavbě nového barokního farního kostela pro Mirošov. Kostel a věž byly opravovány v letech 1773 a 1882.

## Stavební podoba
Kostel je barokní jednolodní stavba s obdélníkovým půdorysem a plochým stropem. Vnitřní prostor je osvětlen dvěma obdélníkovými okny s půlkruhovým horním ukončením, která se nacházejí na jižní straně. V jihozápadním rohu kostela je vestavěna hranolová věž s bání. Hlavní vchod do kostela ze západní strany je zdoben dvěma erby na pískovcové desce, nad nimiž se nachází výklenek se sochou Jakuba Většího. Druhý vchod do kostela vede od jihu, od barokní branky v hřbitovní zdi. Sakristie kostela se nachází v severovýchodní půdorysné části a má svůj vlastní vstup.

## Interiér kostela
Nad západní vstupní částí do kostela se na třech pilířích nachází kruchta s varhany. U vchodu, pod kruchtou, je umístěna kamenná křtitelnice. 
Presbytář kostela na východní straně má obdélníkový půdorys a je překlenut křížovou klenbou bez žeber. Vítězný oblouk je segmentový. Barokní bohatě zdobený oltář je z druhé poloviny 17. století. Oltářní obraz znázorňuje scénu, kdy se svatý Jakub zjevuje králi Ramirovi a povzbuzuje jej k boji proti Saracénům.
Kazatelna je barokní. Šestihranné řečniště spočívá na točitém sloupku. Kazatelna je vyzdobena točitými sloupky v rozích a obrazy svatých evangelistů ve výplních stěn. Stříška kazatelny je plochá šestihranná a rovněž bohatě zdobená.

### Náhrobní desky
Během opravy v roce 1882 byly do interiéru kostela vsazeny čtyři náhrobní desky, dvě do pilířů pod kruchtou a dvě do stěny u jižního vchodu. Na první z desek pod kruchtou je v kamenném reliéfu znázorněna postava malé dívky držící v rukou tři květy. Druhá z desek pod kruchtou je litinová a znázorňuje Zikmunda Ondřeje Samuela Emericha, malého syna šichtmistra mirošovských hutí, který zemřel 29. září 1704. I když je tato deska nejmladší ze všech, působí starobyle, neboť vychází ze stylu starších renesančních náhrobků. První z desek u jižního vchodu je z roku 1657; kamenná deska je ozdobena vytesanou šestilistou růžicí a doplněna litinovou tabulkou s textem. Druhá z desek je z roku 1677; je kamenná a text na ní je zašlý a obtížně čitelný.

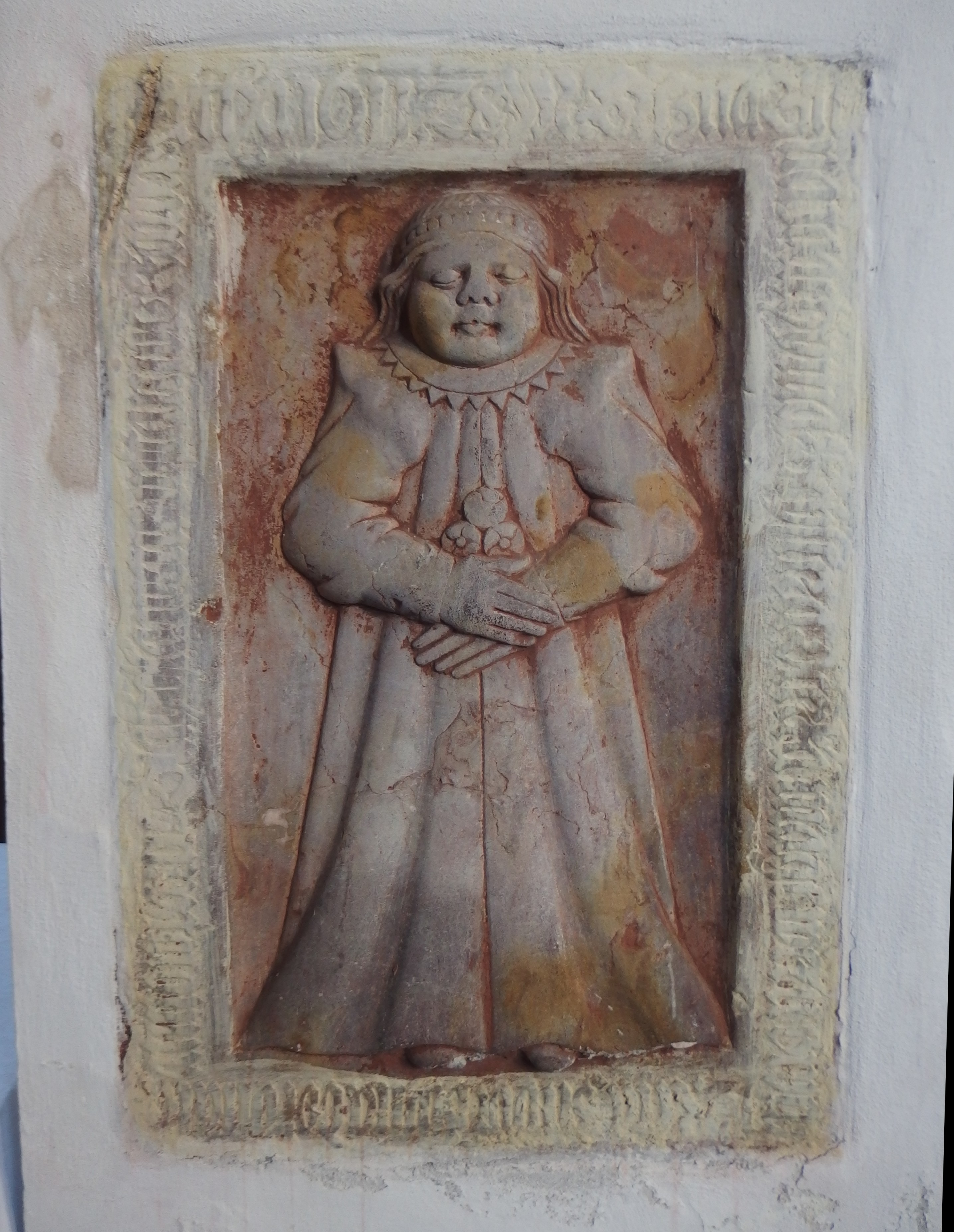
Náhrobní deska dívky
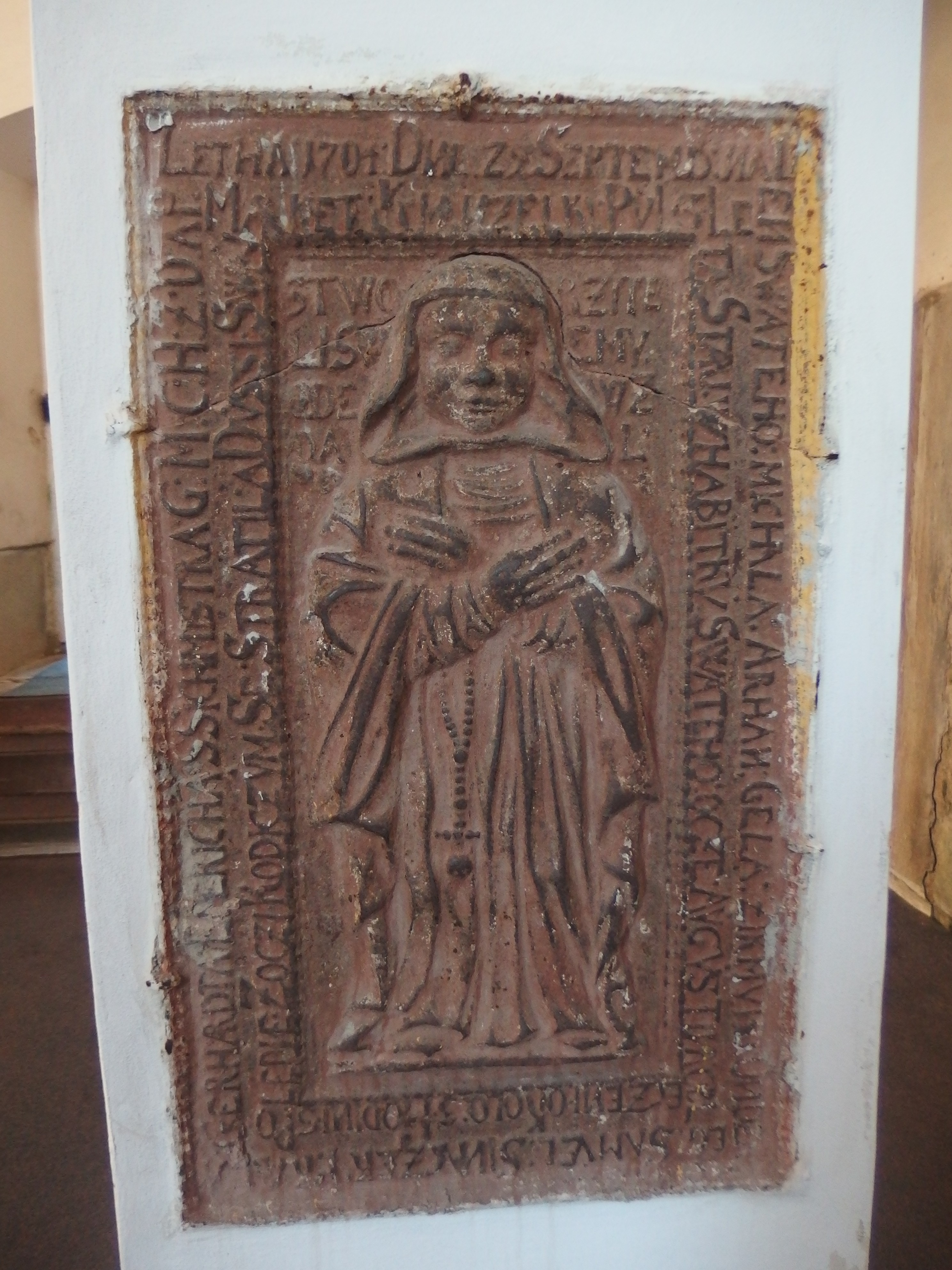
Náhrobní deska Zikmunda Ondřeje Samuela Emericha

## Hřbitov
Kostel je obklopen rozlehlým hřbitovem využívaným pro pohřby zesnulých z Mirošova, Hrádku, Myti, Veselé a v minulosti také z Dobříva.

### Pohřbené osobnosti
- Otakar Quadrat (1886–1963),  profesor chemické metalurgie a metalografie a rektor na Českém vysokém učení technickém v Praze
- Antonín Uxa (1847–1894), horník, novinář a aktivista bojující za práva dělníků

## Galerie

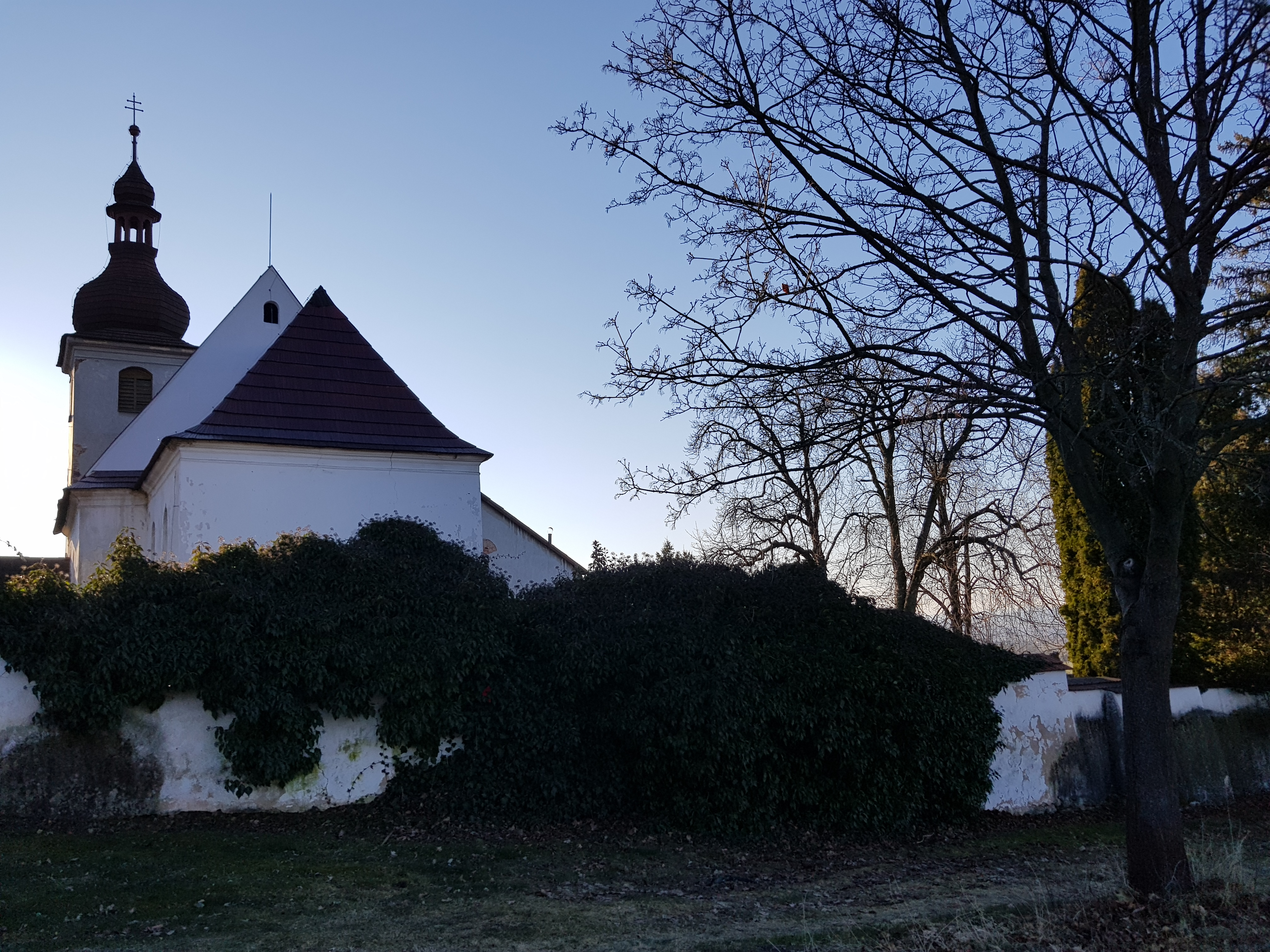
Kostel od východu
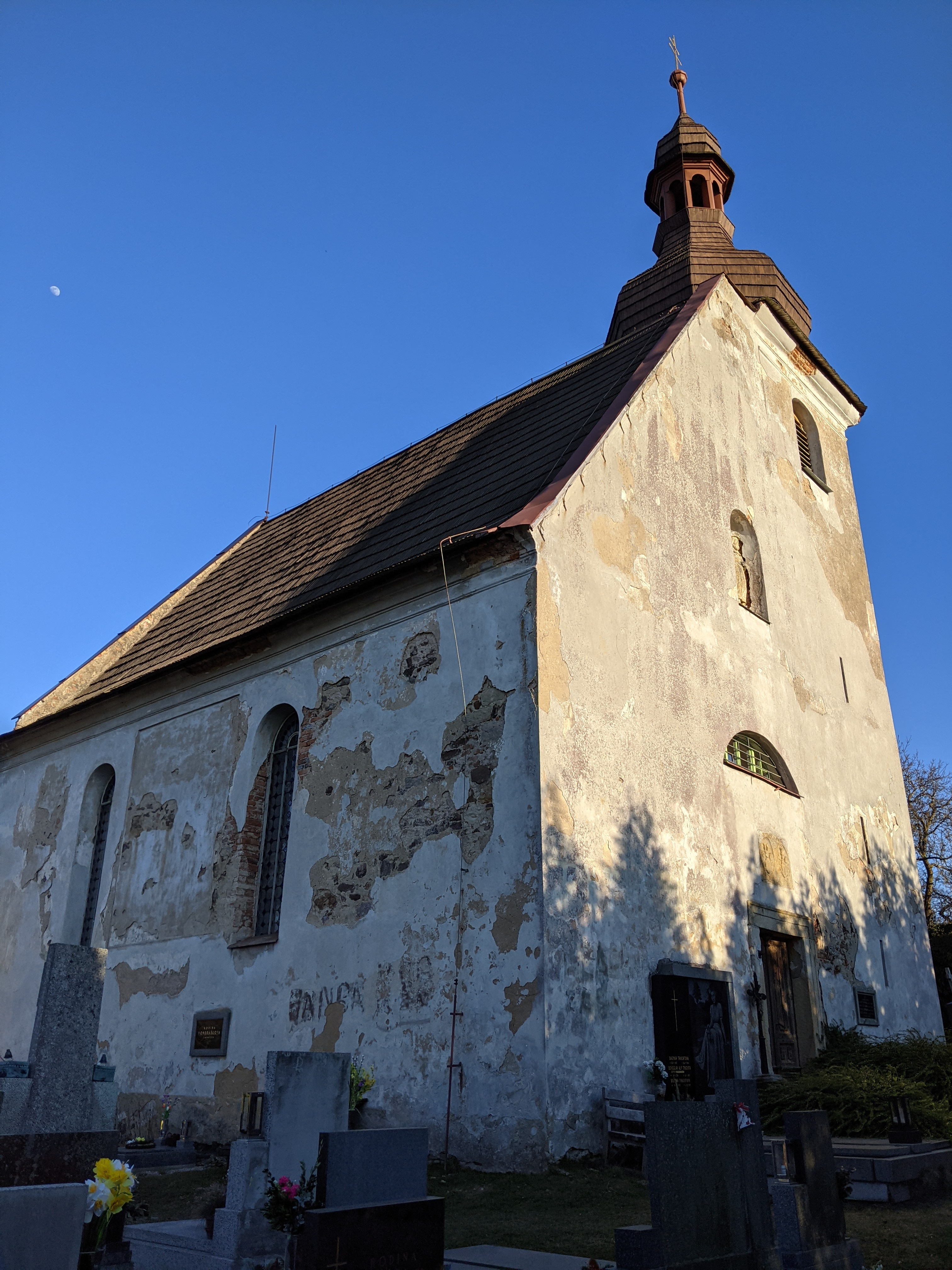
Kostel od severozápadu
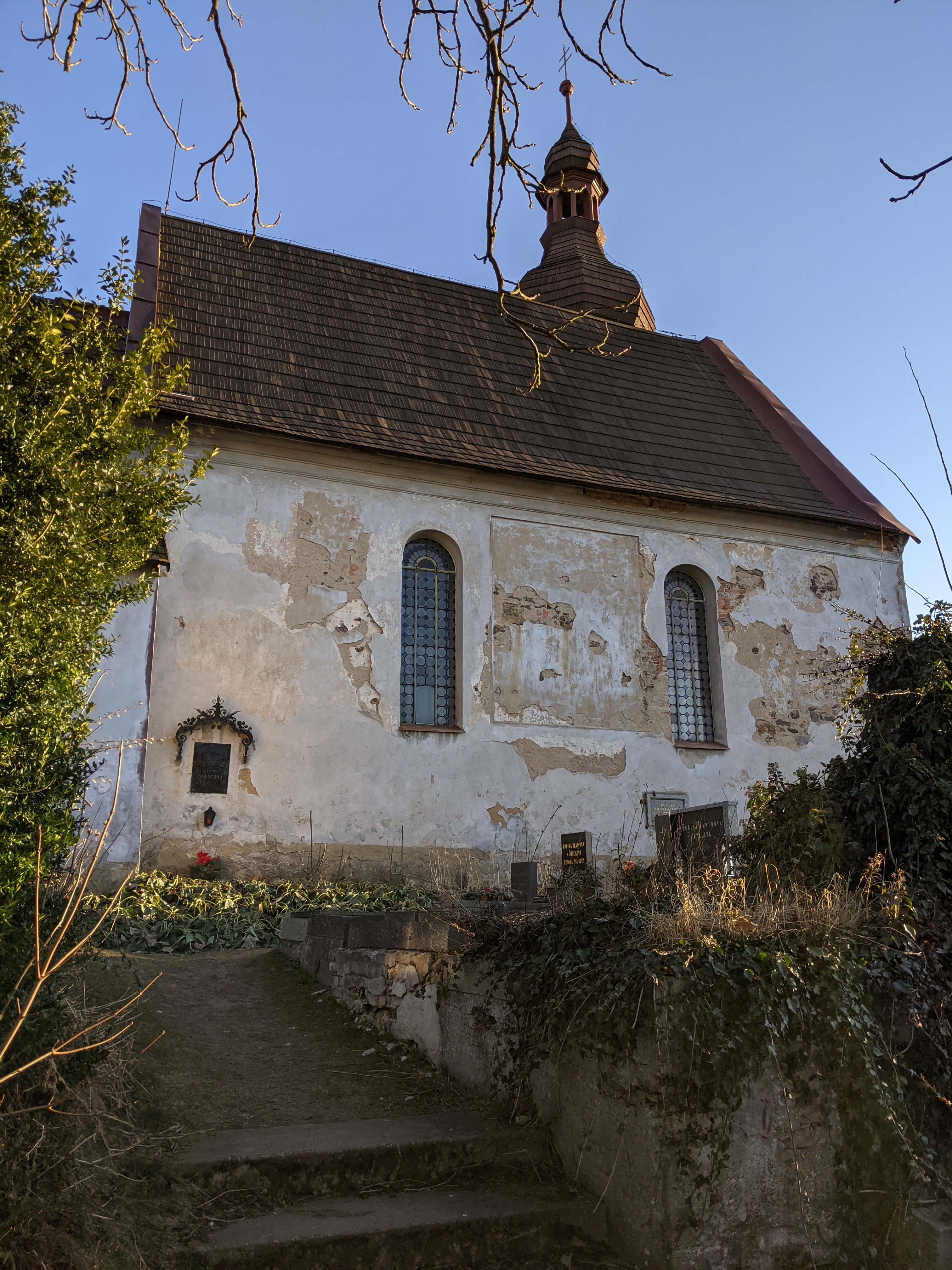
Kostel od severu
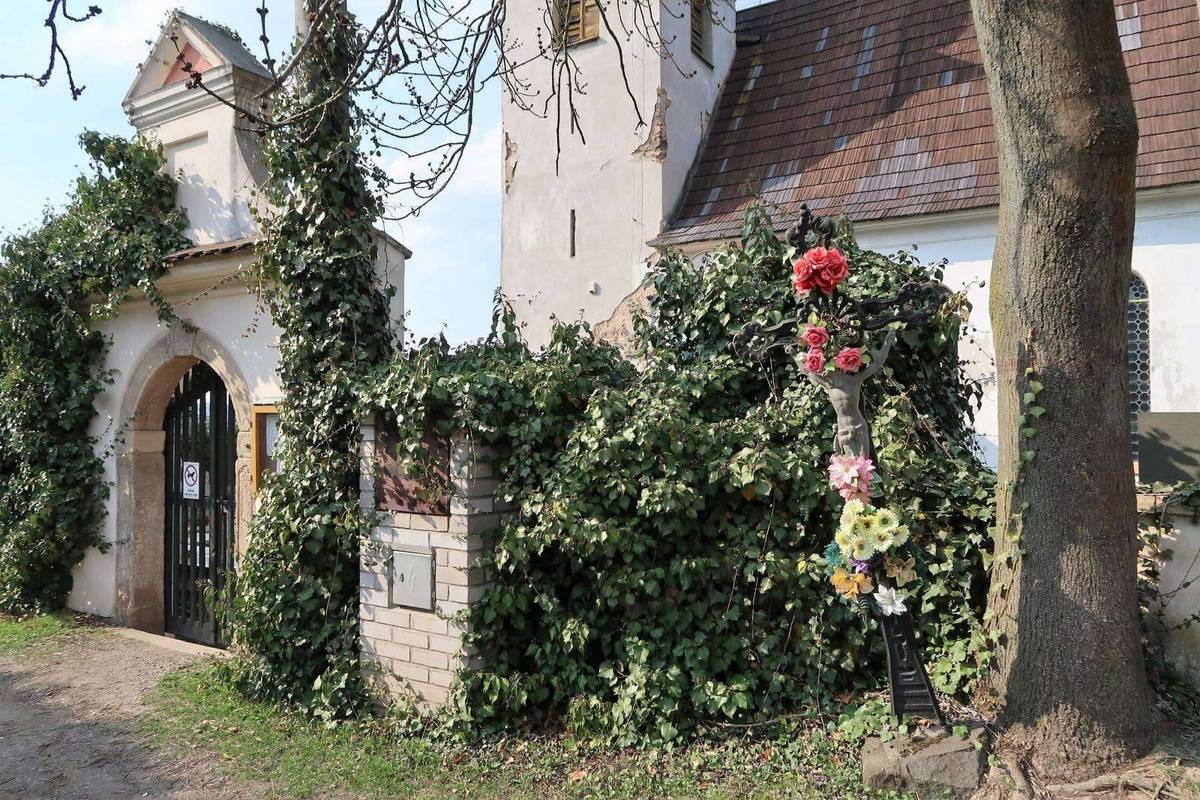
Jižní barokní vstupní brána do hřbitova
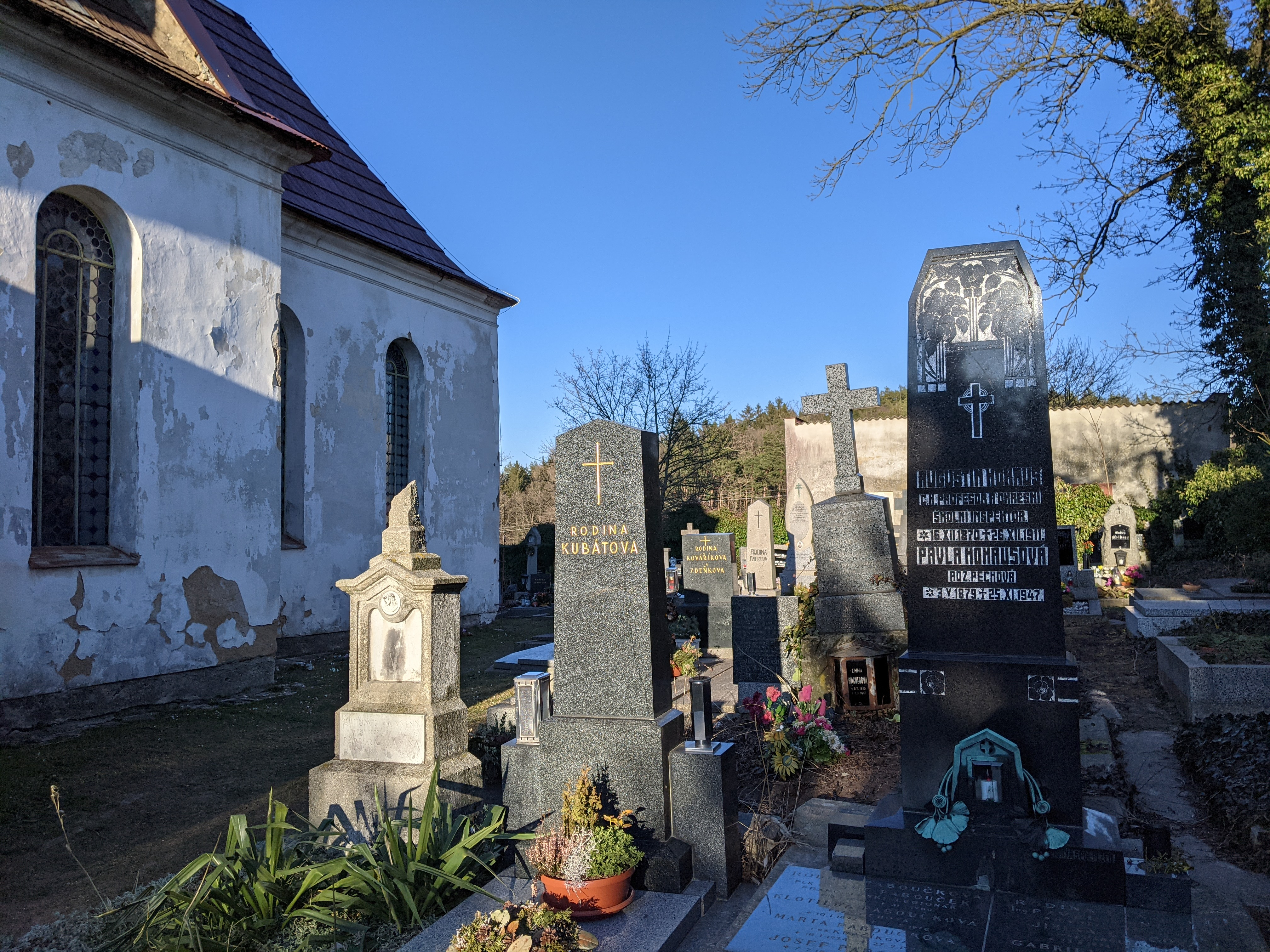
Hřbitov kolem kostelu